# Йордан Попсимеонов
Йордан Попсимеонов Попянков е български духовник и революционер, деец на Вътрешната македоно-одринска революционна организация.

## Биография
Роден е в пашмаклийското село Райково, тогава в Османската империя, днес квартал на Смолян, в семейството на свещеник Симеон Попянков. Работи като учител в Райково, Левочево, Арда и Турян.
В учебната 1901/1902 година, докато е учител в Левочево, влиза във ВМОРО и става член на местния комитет. Заподозрян от властите в революционна дейност е принуден да емигрира. Завръща се по-късно в родното си Райково и става свещеник. Служи в пашмаклийските църкви „Свети Дух“, „Свети Георги“, „Свети Илия“, а също и в село Аламидере.